# バターカップ・ディッカーソン
ルイス・ペッサーノ・「バターカップ」・ディッカーソン（Lewis Pessano "Buttercup" Dickerson、1858年10月11日 - 1920年7月23日）は、19世紀のメジャーリーグベースボールの外野手。メリーランド州タイアスキン生まれの彼は、3つの異なるリーグの8チームを渡り歩き、メジャーで合計7シーズンプレーした。彼は全米イタリア系アメリカ人スポーツ殿堂によって、メジャーでプレーした初のイタリア系アメリカ人として認められているが、家族との会話から、その家族にイタリア系の祖先があるかどうか疑問が生じている。
ディッカーソンは1858年に生まれた。彼は時々イタリア系であると考えられているが、少なくとも1人の歴史家と1人の家族がこの考えに異議を唱えている。彼の孫娘の一人によると、彼はウィリアム・ポーター・ディッカーソンとメアリー・ラーモアの間に生まれたという。二人はイギリスからアメリカに来たが、それ以前はスコットランドに住んでいた可能性がある。彼の孫娘は、彼のミドルネームであるペッサーノは、彼を出産した医師に敬意を表して付けられたと語った。彼女は、家族の中にイタリア人の祖先がいるかどうかは知らなかったと語った。
1878年、ディッカーソンは19歳でシンシナティ・レッズでキャリアをスタートし、外野手として29試合に出場したが、翌年までレギュラーの座に就くことはできなかった。 1879年、チャーリー・ジョーンズがボストン・レッドキャップスに移籍した後、彼はレギュラーの左翼手の仕事を引き継いだ。そのシーズンはメジャーでの彼の最高のシーズンであることが証明された。彼は打率.294、57打点を記録し、リーグトップの14三塁打を打った。
ディッカーソンは翌シーズンにチームを去り、トロイ・トロイの木馬に移り、主に中堅手としてプレーした。彼はそのシーズン後半にウースター・ルビー・レッグスに移籍し、ハリー・ストビーとセンターでプレーした。 1881年、彼は左翼手へ転向し、打率.316という非常に実りの多いシーズンを過ごした。彼は1883年まで再びメジャーでプレーすることはなく、ピッツバーグ・アレゲニーズで85試合に出場した。彼の生産性は大幅に低下し、打率はわずか.249であった。
彼はその後2シーズンにわたって4つのチームでプレーした。彼の最高の成績はユニオン・アソシエーションのセントルイス・マルーンズ時代で、1884年に46試合で打率.365を記録した。1885年にはバッファロー・バイソンズで5試合に出場した後、キャリアは幕を閉じた。
ディッカーソンはメリーランド州ボルチモアで62歳で死去した。彼はボルチモアのラウドンパーク墓地に埋葬された。 1979年、生きている親族がイタリア人ではないと主張したにもかかわらず、彼は全米イタリア系アメリカ人スポーツ殿堂入りを果たした。